# Saskia van Uylenburgh
Saskia Rombertusdochter van Uylenburgh (Leeuwarden, 2 de agosto de 1612 – Ámsterdam, 4 de junio de 1642) fue la esposa del pintor holandés Rembrandt van Rijn para quien hizo de modelo de algunas de sus afamadas pinturas y dibujos. 

## Biografía
Saskia era la hija más joven de ocho niños que tuvo Rombertus van Uylenburgh, un destacado abogado que ocupó el puesto de burgomaestre de la ciudad y fue uno de los fundadores de la Universidad de Franeker. Ella quedó huérfana cuando tenía doce años, al fallecer su madre, Sjoukje Ozinga, y su padre cinco años después.
Saskia conoció a Rembrandt a través de su primo, Hendrick van Uylenburgh, un pintor y negociante de objetos de arte, que se mudó en 1625 desde Polonia a Ámsterdam. A partir de 1631 Rembrandt realizó pinturas para los clientes de Uylenburg en Ámsterdam y Menonitas. Durante cuatro años Rembrandt le enseñó a discípulos en su Academia; destacándose entre ellos Govert Flinck, Gerbrandt van den Eeckhout y Ferdinand Bol. 
La pareja contrajo matrimonio el 22 de junio de 1634 en Sint Annaparochie, la capital del municipio de Het Bildt, donde Saskia había crecido bajo el cuidado de su hermana Hiskje y su cuñado Gerard van Loo. Antje, su otra hermana había fallecido joven. Luego del entierro, Saskia le ayudó a su cuñado el profesor polaco, Johannes Maccovius enseñando teología en Franeker. 
Rembrandt tuvo un significativo éxito comercial con sus obras de arte, y hacia 1639 junto con Saskia se mudaron a una importante casa en la Jodenbreestraat. Esta casa se encontraba cerca de la galería de arte de su primo en el barrio judío, y hoy aloja al Rembrandt House Museum. Tres de sus hijos fallecieron al poco tiempo de nacer. El 22 de septiembre, de 1641 bautizaron a un hijo con el nombre de Titus, en honor al nombre de la hermana de su madre Titia (Tietje) van Uylenburgh. Saskia falleció al año siguiente, probablemente de tuberculosis, y fue enterrada en la Oude Kerk.

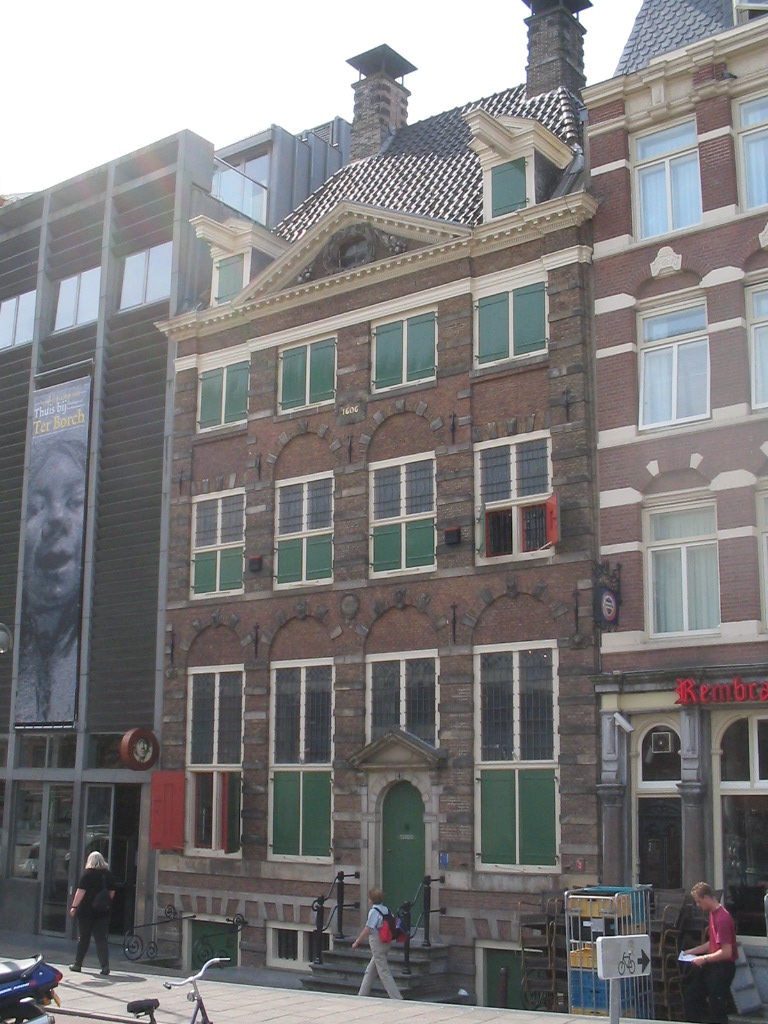
Rembrandthuis, Jodenbreestraat, Ámsterdam.

## Eventos posteriores a su muerte
Algún tiempo después de fallecer, Rembrandt dio las joyas y anillos que habían pertenecido a Saskia a la enfermera, Geertje Dircx, un gesto que generó disgusto en la familia Uylenburgh. Unos años después Geertje pensaba que Rembrandt se casaría con ella, pero esto hubiera resultado en que Rembrandt perdería sus derechos sobre la herencia de Saskia. Cuando Geertje se fue de la casa y trató de vender las joyas, Rembrandt recurrió a la corte y gestionó para que Geertje fuera encerrada en un asilo mental, en Gouda.
Titus y la novia de su padre, la antigua sirvienta Hendrickje Stoffels emplearon a Rembrandt durante sus últimos años: una solución interesada, ya que de esta manera Rembrandt podía pintar mayor cantidad de cuadros sin ser molestado por sus acreedores. Rembrandt vendió la tumba de Saskia el 27 de octubre, de 1662 para poder pagar el entierro de Hendrickje.